# Agnathiellidae
Agnathiellidae is een familie in de taxonomische indeling van de tandmondwormen (Gnathostomulida).

## Onderliggende geslachten
- Agnathiella
- Paragnathiella